# ماریسول اسکوبار
ماریسول اسکوبار (انگلیسی: Marisol Escobar؛ ۲۲ مهٔ ۱۹۳۰ - ۳۰ آوریل ۲۰۱۶) که با عنوان ماریسول نیز شناخته می‌شود، مجسمه‌ساز ونزوئلایی-آمریکایی متولد پاریس بود که در شهر نیویورک زندگی و کار می‌کرد. او در اواسط دهه ۱۹۶۰ به شهرت جهانی رسید، اما در عرض یک دهه تاحدودی از مرکز توجهات خارج شد. او به خلق آثار هنری خود ادامه داد و در اوایل قرن بیست و یکم به کانون توجه بازگشت. این بازگشت در سال ۲۰۱۴ از طریق یک نمایش بازنگرانه بزرگ که توسط موزه هنر ممفیس بروکس سازماندهی شد، صورت گرفت.
بزرگترین بازنگری از آثار هنری ماریسول اسکوبار، پس از درگذشت او با عنوان «ماریسول: یک بازنگری» (Marisol: A Retrospective) توسط گالری هنری آلبرایت–ناکس و سرپرستی کاتلین چافی (نمایشگاه‌گردان و متخصص هنر معاصر) برای این موزه‌ها برگزار شده است: موزه هنرهای زیبای مونترال (۷ اکتبر ۲۰۲۳ تا ۲۱ ژانویه ۲۰۲۴)، موزه هنر تولیدو (مارس تا ژوئن ۲۰۲۴)، موزه هنر بوفالو ای‌کی‌جی (۱۲ ژوئیه ۲۰۲۴ - ۲۱ ژانویه ۲۰۲۵) و موزه هنر دالاس (۲۳ فوریه تا ۶ ژوئیه ۲۰۲۵). عمده آثار این نمایشگاه از کارهای هنری و مواد آرشیوی ماریسول که پس از مرگش در موزه هنر بوفالو ای‌کی‌جی نگهداری می‌شوند، تشکیل شده و بخشی از آنها نیز از موزه‌های بین‌المللی و مجموعه‌های خصوصی قرض گرفته شده‌اند.
او در اثر معروفش با عنوان «خودنگاره در حال نگاه کردن به شام آخر» (Self-Portrait Looking at the Last Supper) به این موضوع اشاره داشت که هنرمند نه تنها سازنده اثر هنری است بلکه بیننده و مخاطب آثار هنری پیش از خود و پیوندی به سلسله ای هنری به درازای تاریخ است.